# Cleylton Santos
José Cleylton de Morais dos Santos, noto semplicemente come Cleylton (Fortaleza, 19 marzo 1993), è un calciatore brasiliano, difensore del Persis Solo.

## Caratteristiche tecniche
È un difensore centrale.

## Carriera
Dopo aver militato nelle serie inferiori del calcio brasiliano, nel 2017 è stato acquistato dal Belenenses.
Ha esordito in Primeira Liga il 24 agosto 2017 disputando l'incontro vinto 4-1 contro il Feirense.